# 反犹太主义
反犹太主义是一種意識型態，對於对仇恨犹太人的思想与行为的总称。反犹太主义在世界上由来已久，在各个不同历史时期有不同的动机和表现形式。反犹太主义在世界各地有犹太人生活的地方皆存在，在歐洲、亞洲及阿拉伯地区也有。
「反猶太主義」的英文（或）直譯為反閃族主義。在字面意義上，反閃族主義是對於所有閃族的反感情緒，虽然犹太人与阿拉伯人同属闪米特人，但是這個名詞在歐洲特指對於猶太人的仇恨情緒。這個名詞在1873年首次在德國出現，同義詞是「仇恨猶太人者」（德語：Judenhass）。
在1950年代以来，反猶太主義则時常與反以色列的反錫安主義產生混淆。

## 概述
反猶太主義是外界對猶太人的某些認知，而這些認知可能會以帶有仇恨的方式宣洩在猶太人身上。針對猶太人個人與或其財產、猶太人社群和宗教機構施以反猶太主義的言語或肢體行為。——國際猶太大屠殺紀念聯盟
反犹太主义在各个不同历史时期有不同的动机和表现形式，但是其中也不乏共通性和延续性，例如将犹太人视为“谋杀救主基督的人”，“贪婪、阴险”的民族，“企图控制世界”的犹太集团，需对世界一切政治和经济问题负责的“幕后黑手”等。

猶太人在納粹集中營裡佩戴的「猶太星」。現在被用來象徵猶太人的苦難。

反犹太主义的思想和行为自产生至今导致灾难性后果。自羅馬帝國進行基督教化，此後欧洲历史充斥着针对犹太人的暴力行为，例如十字军对犹太人的掠夺与大屠杀，15世纪西班牙对犹太人的彻底驱逐及滅絕，19世纪和20世纪沙皇俄国反犹太人浪潮。而反犹太人主义的最高潮则公认是1933年至1945年之间纳粹德国在歐洲廣泛進行的大屠杀，造成约600万犹太人死亡。

## 历史

### 基督教兴起之前
历史上，在地中海沿岸地区进行征伐的各个大帝国—例如亚述、巴比伦、波斯和罗马帝国等，都有将自己的宗教与文化强加於被征服民族的习惯。而信仰一神教的犹太人与信仰多神教的其它被征服民族相比，更容易引发与征服当局的冲突，从而导致征服势力更残酷的镇压。征服者通常把犹太人拒绝新的宗教与文化的行为视作对统治者的反抗。公元前168年，叙利亚塞琉古王朝国王安条克四世发布命令，宣布犹太教为“非法”，下令废止犹太教习俗，焚烧犹太教经典，强迫犹太人食用猪肉等，掀起了历史上第一次大规模的反犹运动，引发了著名的马卡比起义。

### 基督教國家

#### 基督教徒反犹的原因
基督教认为耶稣是弥赛亚（“救世主”），但是犹太人當中祭司長、法利塞人、撒都該人等并不认为耶稣是犹太教信仰的弥赛亚，在《圣经·新约》中已经出现了对犹太人不认为耶稣復活、不赞同耶稣心意的描述（《聖經·新約·馬太福音》記載，耶穌復活後，看守耶穌墳墓的士兵將耶穌復活之事告訴猶太教的祭司長，祭司長和猶太長老商議後，「就拿許多銀錢給兵丁，說：你們要這樣說：『夜間我們睡覺的時候，他的門徒來，把他偷去了。』」於是「兵丁受了銀錢，就照所囑咐他們的去行。這話就傳說在猶太人中間，直到今日。」）。
基督教将新的经典定名为《新约》，而把希伯来圣经称为“旧约”。在某些犹太人的记述中，耶稣是潘得拉强暴玛利亚所生，而基督教根據初代使徒猶太人馬太以及希臘基督徒路加醫生的記載（馬太福音1.1-24、路加福音1.1-39）则认为耶稣是童貞女玛利亚所生；根据犹太人的记载，耶稣因犯罪受到惩罚被处死，而基督教则认为耶稣被犹太宗教政治利益集團迫害致死，而在使徒行傳的記載中，猶太人使徒及非猶太人使徒在羅馬帝國境內傳教皆受到猶太人的壓迫，这些都是基督徒對犹太宗教政治利益集團的歷史觀感。

#### 羅馬帝國基督教化時期
西元391年基督教成为罗马帝国的国教之后，猶太人的宗教与生活开始逐渐受到限制。例如438年的提奥多西法典中，禁止了犹太人与基督徒通婚，又規定不得修建新的犹太会堂等。

#### 西欧中古世纪
在基督教会尚未形成严密组织的中世纪早期，犹太人及其宗教并未受到严苛的待遇。公元800年至1100年间，约有150万犹太人生活在基督教统治下的欧洲各国。他们未成为封建阶级社会中的一部分，因此幸运地避开了许多基督徒不得不承受的奴役或战争的磨难。与大多数没有受教育的基督徒不同，绝大多数犹太人都能写能读，具有较高的教育水準。由于他们在金融业、行政和医生等行业发挥了较大的作用，因此往往受到地方君主或贵族的庇护，避免了在基督教社会中的孤立处境。基督教学者甚至会与犹太教拉比讨论圣经的有关话题。
但此后不久，天主教會通过变革，反猶势力大大增强，尤其是在方济各会和道明会创立后，许多居住在城市里的基督徒和对异教缺乏容忍的中产阶级纷纷崛起，从此犹太教的好日子便不复存在。早在1300年，天主教修士和地方僧侣就开始在基督受难剧中大肆宣扬犹太人杀害耶稣这一情节，从而鼓动普通市民仇视或杀害犹太人。这一时期开始出现对犹太人的大规模迫害和驱逐。
欧洲历史上著名的十字军東征對猶太人進行掠奪及大屠殺，而且也推进了限制犹太人从事大多数经济活动的立法活动。这一结果是犹太人只被允许从事货币借贷和其他贸易行业。从1300年起，犹太人被驱逐出英格兰、法国和神圣罗马帝国，他们中的大多数被迫向东迁移到波兰等东欧国家。当14世纪中叶恐怖的黑死病夺走了当时欧洲一半以上人口后，不幸的犹太人又被当作替罪羔羊。

#### 宗教改革时期
16世紀宗教改革期間，歐洲各新教教派及國家主要與羅馬教廷進行鬥爭，同時對猶太人的敵對減少。但是，馬丁路德對猶太人的批判，為爾後納粹黨利用，是不爭的事實。

#### 近代歐洲
沙俄反猶太者杜撰之《錫安長老會紀要》為近代歐洲政府反猶太政策之藍本，當中對猶太人之毀謗，仍廣為反猶太者宣揚。十月革命曾獲指為犹太人之陰謀。及至1944至1946年之二战末期，波兰也曾有針對猶太人之大規模暴力，而1968年發生之學運風潮，波共政府藉老舊反猶太情緒，誣衊猶太人「煽動示威」，迫害國内殘存之猶太人，令他們數以十萬計流亡海外。
而教宗庇護十一世，則譴責反猶太主義。天主教會於六十年代之梵二會議説：「他們於基督受難時所犯之『錯』，不應歸咎當時悉數猶太人，也不可怪責當今猶太人。」
英國内監察反猶太暴力之組織有Community Security Trust、Campaign Against Antisemitism、Board of Deputies of British Jews、Jewish Leadership Council等。歐盟區内監察反猶太暴力之組織則有歐洲猶太人大會、European Jewish Association、世界犹太人大会、圣约之子会（德國）等。

### 德國
20世纪的欧洲反犹现象在二战时期达到高峰。纳粹德国在希特勒的领导下，对犹太人进行了大规模的迫害和有计划的种族灭绝。在二战期间，纳粹德国政府在歐洲有组织地杀害了600万名犹太人。
纳粹反犹的行动分为三个阶段。第一阶段是从1933年1月到1938年11月9日。这个阶段中，纳粹对犹太人的政策是限制并逐步剥夺他們的人身权利。犹太人在就业、生活和从事商业活动方面都受到限制，成为“二等公民”。1935年9月15日的纽伦堡会议后，犹太人被剥夺了一切法律保障和公民权利，遭到大规模驱逐离境。
第二个阶段是納粹德国政府对犹太人的迫害转为使用暴力和武力。1938年11月9日晚间，有約1,574間猶太教堂（大約是全德國所有的猶太教堂）、超過7,000間猶太商店、29間百貨公司等遭到縱火或損毀。超過3萬名猶太男性遭到逮捕並關入集中營，主要是在達豪、布痕瓦爾德和薩克森豪森；集中營裏的囚犯得不到人道的對待，然而，多數人在三個月內就獲釋放，但他們必須離開德國；而一些則被毆打致死，一般估計有91人死亡。估計死於集中營的，大約有2,000-2,500人。之后，开始剥夺犹太人财产，并要求犹太人佩戴标记以作区别。1939年9月德国占领歐洲諸國后對猶太人大屠杀，受難猶太人約六百萬（67%戰前歐洲猶太人）。戰後至今，於德國宣揚反猶太主義乃刑事罪。
2022年藝術界盛事卡賽爾文件展中，部分作品因疑似對以色列情報局帶有批判，或帶有「抵制、撤資、制裁」運動的暗示，而遭抨擊為反猶太主義。2023年，德國警方錄得5,164宗涉及反猶太之罪行，尤以十月七大屠殺後至為嚴重，犯人多為回教背景者。

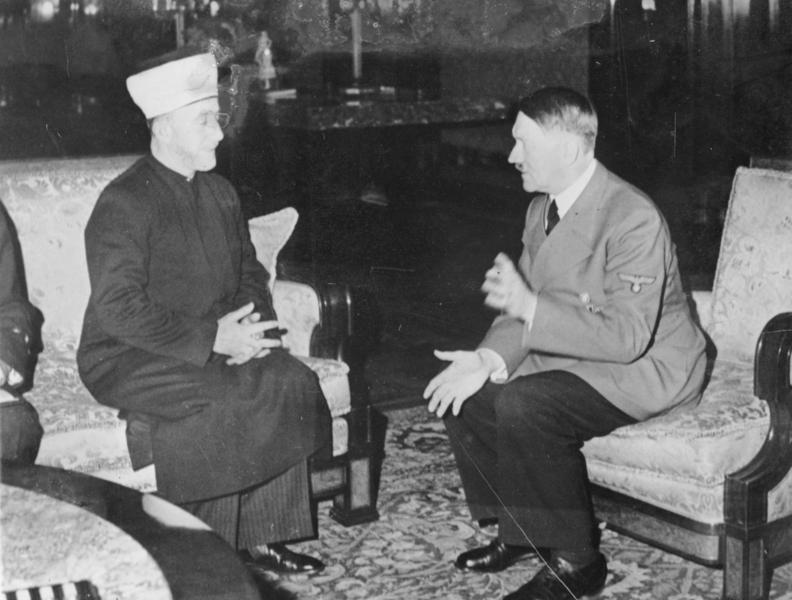
因巴勒斯坦強烈反對猶太人移居引發長期衝突，圖為领袖阿明·侯赛尼與希特勒進行會談。

### 中國大陸
從2023年10月哈瑪斯突襲以色列爆發以巴衝突以來，有報道称中國大陸出現了一些支持巴勒斯坦反對以色列的反猶言論。美国国营国际广播机构美國之音中文网指责中國大陸官方媒体發布有關“猶太人控制了政治”等涉及反猶陰謀論說法的報道，如中央電視台在10月時發布了《美國選戰當中的以色列因素》節目片段，表示猶太人佔美國人口的3%，卻控制著70%的美國財富，並說猶太人透過鈔票和選票影響政府等。以及互联网上的其他一些争议言论。
美國之音中文网引用唐靖遠的說法：“在中共的政治意識形態中，始終是把以色列視為是美國在中東的一個「代理人」，所以反猶太、反以的本質，其實是反美。”，台灣的國防安全研究院副研究員侍建宇在接受訪問時提出其他看法。他表示綜觀中國大陸歷史上沒有反猶太的傳統，故中國大陸政府的反猶太論調其實並非源自中國大陸，而是來自中東地區的民間討論。
2024年1月，CNN指责反犹太主义内容在中国大陆社交媒体上激增。此报道遭到陈卫华批评，并认为按照CNN的逻辑及标准，联合国甚至「全世界大多数」人都在煽动反犹太主义，因为他们都批评了以色列在加沙的行径。

### 美国
二战前与二战期间，美国的反犹与排犹环境为犹太人从欧洲逃脱纳粹的迫害造成了障碍。二战期间逃难的犹太人不少被美国移民局拒绝入境。著名的事件包括1939年的“圣路易斯”号事件。二戰後則有三K黨持續針對猶太人幾十年。2018年10月27日，发生匹兹堡犹太教堂枪击案，造成11人死亡。2019年4月28日，加利福尼亚州波威市恰巴德犹太教堂再度发生枪击，造成1人死亡。
以色列-哈马斯战争间，美国校園反猶太風氣加劇，常春藤大學内針對猶太師生之暴力源源不絕，備受歐美政府及輿論非議，尤以哥倫比亞大學最嚴重，無數報道揭發其校内之親巴勒斯坦師生鼓吹屠殺，大肆宣揚「猶太人操控政府、「猶太人是貪婪白人資本家」等陰謀論，更令他們連番遇襲，每日回校提心吊膽，惟校方未嚴肅應對。而紐約市立大學皇后學院，則有親巴學生於一次集會聲援哈馬斯而跟猶太學生打鬥。
美國國會參議院遂於2023年12月辦聽證會，傳召諸位常春藤大學校長問責，而美國眾議院於12月13日以303-126票通過決議，譴責包括哥倫比亞大學在內之校園反猶太暴力，再於2024年5月1日以320-91票通過決議，採納國際大屠殺紀念聯盟（IHRA）對反猶太主義之定義，要求諸校跟從。
2024年5月，哥倫比亞大學三名高層處理猶太師生投訴期間，因嘲諷他們「為籌款而投訴」，招惹使用「反猶太比喻」（antisemitic tropes）之嫌疑，於7月遭停職，事件備受美國政府、國會兩黨議員及不少媒體非議。相關人等於8月離職。儘管記錄在案之大學校園反猶太事件高達數以千計，以左派為主之親巴學者矢口否認，堅稱反對猶太人之民族自決「並非」反猶太，而是「言論自由」。
哥倫比亞大學之專責小組，會見逾五百名學生，並先後於2024年3月及8月公開調查報告，指校內反猶太風氣盛行，猶太學生長年受欺凌，而校方疏於保護，未有按《民權法案》遏止相關暴力。暴力事件包括頭戴「基帕」之猶太學生持續遇襲、他們安於宿舍之「門框經文盒」不斷受破壞等，更指不少人藉「反錫安主義」散播反猶太思想，以「錫安主義者」為「猶太人」之「代號」理證對猶太學生之欺凌，情況亟待改善。報告一出，爭議不絕。
美國内監察反猶太暴力之組織有StopAntisemitism、國際希勒爾、美国犹太人委员会、世界犹太人大会、反誹謗聯盟、Auschwitz-Birkenau Memorial Foundation、西蒙·維森塔爾中心、Combat Antisemitism Movement等。

### 伊斯蘭教

#### 中世紀
穆罕默德創立伊斯蘭教後，早期對猶太人未有大的敵意，直到他與追隨者遷到麥地那後，與當地猶太人的不和逐漸加劇。穆罕默德首先驅逐麥地那的兩個猶太部落：蓋奴卡族和納迪爾族。627年的壕溝之戰後，麥地那的穆斯林圍攻另一個猶太部落古萊扎族，古萊扎族投降後，其男丁被屠殺（可能多達900人），婦女及兒童則淪為奴隸。
据犹太历史学家莱昂·波里亚克夫（法語：Léon Poliakov）的研究，在早期伊斯兰社会中，犹太人享有充分的自由，其社群活动也非常活跃。当时的法律或社会观念并没有限制犹太人从事任何经济活动。许多犹太人跟随着穆斯林，在新佔领的土地上建立新的家园和犹太人社区。巴格达的高官也将其资产委托给犹太银行家打理。犹太人在海上货物买卖和奴隶贸易中佔据了相当大的份额。更有甚者，基督教纪元10世纪波斯地区的主要港口城市Siraf的地方长官也由犹太人担任。
从11世纪开始，各地逐渐出现一些迫害犹太人的事件。1066年的格拉纳达大屠杀中，安达卢斯的全部犹太人惨遭灭绝。在中世纪的北非、埃及、叙利亚和也门，也发生了数起针对犹太人的暴力事件。
当时控制着伊比利亚地区的伊斯兰教穆瓦希德王朝比穆拉比特王朝奉行更彻底的伊斯兰原教旨主义，因此对待统治范围内的犹太人和基督教徒（这两类人被统称为“吉玛人”）更为苛刻严酷。大量犹太人和基督徒被驱逐出摩洛哥和安达卢斯。犹太人面对仅有的改宗皈依或种族灭亡的两个选择时，最終决定集体外迁。当时包括犹太思想家邁蒙尼德家族在内的许多犹太人向东迁移到较为宽容的穆斯林国家，而另一部分犹太人则被迫向北进入基督教日渐兴盛的西欧和中欧地区。而从15世纪起，摩洛哥的犹太人被限制居住在称为“犹太人区”（阿拉伯語：الملاح）的特定社区内。

#### 近現代阿拉伯世界
沙特阿拉伯有教科書宣揚反猶太的觀點，描述猶太人的起源是猴子和豬。這些教科書在國外的穆斯林社群中也有使用。然而此類經文原意僅為指責部分鑽律法漏洞而破壞安息日的猶太人，而非攻擊全體猶太人。
Steven K. Baum在《Antisemitism Explained》一書中提到遜尼派最重要的聖訓集《布哈里聖訓實錄》有58項反猶太人的提及。
一些被指為反猶的穆斯林言論引用《穆斯林聖訓實錄》41:6985的記述：「復生日不會來臨，直到穆斯林殺戮猶太人。當穆斯林追殺猶太人，他們藏於石頭和樹木後時，石頭和樹木就會喊：『穆斯林！安拉的僕民！我後面的就是猶太人，快來殺他！』但厄爾蓋德樹不會這樣，因為它是猶太人的樹。」巴勒斯坦的哈馬斯組織也採用這段聖訓為其憲章第7條的一部分。
2012年1月，在法塔赫成立47周年紀念活動上，巴勒斯坦政府穆夫提穆罕默德·侯賽因（Muhammad Hussein）說《布哈里聖訓實錄》和《穆斯林聖訓實錄》的可靠聖訓都說：「那時刻不會來臨，直到你們與猶太人戰鬥，猶太人將會藏於石頭或樹木後，而石頭或樹木就會喊：穆斯林，安拉的僕民，我後面有猶太人，快來殺他。厄爾蓋德樹是例外。」他說人們看到以色列的定居點和殖民區被厄爾蓋德樹圍繞不用奇怪。以色列認為他的講話是呼籲殺死所有猶太人的仇恨言論。
2013年，埃及宗教捐助部長塔拉特·阿菲菲（Talaat Afifi）在電視上表示：「我希望先知穆罕默德的話可以實現：『審判日不會來臨，直到穆斯林與猶太人戰鬥，猶太人將會藏於石頭和樹木後，可是石頭和樹木就會喊：穆斯林，安拉的僕民，我後面有猶太人，快來殺他。厄爾蓋德樹是例外，因為它是猶太人的樹。』我們完全相信這片土地（指以色列）的將來是由伊斯蘭教和穆斯林決定。」他的這番言論被以色列視為反猶。
2015年10月，巴勒斯坦的伊瑪目Sheikh Khaled al-Mughrabi在耶路撒冷阿克萨清真寺講道時指猶太人將會在該寺外面興建一座崇拜魔鬼的廟宇，又引用上面的「石頭和樹木都會說話」的聖訓指出穆斯林將會殲滅猶太人。
近年西歐國家的極端伊斯蘭恐怖主義加劇，穆斯林襲擊和恐嚇當地人，穆斯林襲擊猶太人的事件亦增多，引致西歐猶太人移居以色列的人數上升，2015年約有1萬名西歐猶太人移居以色列，是近年新高。
在也門興起的胡塞武裝組織，以「以色列去死，詛咒猶太人，伊斯蘭必勝」為口號。
有指《神奇寶貝》是猶太人的一項陰謀，意圖使兒童背棄伊斯蘭教。謠言又指「Pokemon」一詞在日語的意思是「我是猶太人」。任天堂公司已經否定謠言。

### 其他種族歧視
- 反基督教
- 反伊斯蘭教
- 反阿拉伯主义
- 黃禍
- 反華
- 反突厥主義
- 反蒙古主義

## 外部連結
- CFCA - The Coordination Forum for Countering Antisemitism（页面存档备份，存于）
- Muhammad and Massacre of the Qurayza Jews（页面存档备份，存于），American Thinker，2006年2月25日。